# Németh Dániel (labdarúgó)
Németh Dániel (Gyöngyös, 2003. október 9. –) magyar labdarúgó, csatár, jelenleg a Zalaegerszegi TE játékosa.

## Pályafutása

### Klubcsapatokban
Gyöngyösön született és ott is nevelkedett. 2016-ban a Diósgyőr akadémiájára került, egy évvel később pedig a Honvédhoz.
2020 novemberében mutatkozott be az élvonalban, a Puskás Akadémia elleni mérkőzésen a 66. percben lépett pályára csereként.
2021 februárjában leigazolta a szintén elsőosztályú Zalaegerszeg, majd pár nappal később a MOL Fehérvár ellen be is mutatkozott, de többnyire a második csapatban jutott lehetőséghez.
2022 elején fél évre kölcsönbe került a szlovén Lendvához, ahol 12 mérkőzésen 4 gólt szerzett a szlovén másodosztályban.
2023. május 3-án a Puskás Arénában megrendezett magyar kupadöntőn a hosszabbításban csereként beállva a 117. percben vezető gólt szerzett, a ZTE végezetül 2–0 arányban győzött a Budafoki MTE ellen, kupagyőztes lett.

### A válogatottban
Az U15-ös korosztálytól egészen az U19-ig szinte az összes válogatottban alapembernek számított, az U19-es válogatottban pedig többször csapatkapitány is volt.

## Sikerei, díjai

### Klubcsapatokkal
Zalaegerszeg
- Magyar kupagyőztes: 2022–23